# 1916—1917年南投地震系列
1916－1917年南投地震系列發生於1916年至1917年間的數次地震，這數起的地震分別為1916年南投地震、1916年台中－南投地震、1917年埔里地震，數起地震合稱「1916年南投地震系列」或「1916－17年南投地震系列」。

## 簡述
日治時期南投地區自設置儀器觀測（西元1898年）以來，鮮少有災害地震的發生。第一起發生於1916年（大正5年）8月28日下午3時27分，震央位於今天台灣南投縣仁愛鄉濁水溪上游附近，芮氏規模6.8，造成南投廳埔里社支廳（今南投縣埔里鎮）16人死亡，614棟房屋全毀。
此場地震發生後起至1917年1月間，不到半年的時間內在南投廳與台中廳境內接連發生3起災害性地震，分別為芮氏規模6.2的「1916年11月15日台中－南投地震」、規模6.2的「1917年1月5日埔里地震」與7日規模5.5的埔里地震。
| 日期           | 時間  | 位置                                        | 深度 (km) | 規模 (ML) | 死亡人數 | 房屋毀損數量 |
| -------------- | ----- | ------------------------------------------- | --------- | --------- | -------- | ------------ |
| 1916年8月28日  | 15:27 | 24°00′00″N 121°01′30″E / 24.000°N 121.025°E | 45.0      | 6.8       | 16       | 614          |
| 1916年11月15日 | 06:31 | 24°06′00″N 120°52′30″E / 24.100°N 120.875°E | 3.0       | 6.2       | 1        | 97           |
| 1917年1月5日   | 00:55 | 24°00′00″N 120°58′30″E / 24.000°N 120.975°E | 淺        | 6.2       | 54       | 130          |
| 1917年1月7日   | 02:08 | 23°57′00″N 120°58′30″E / 23.950°N 120.975°E | 淺        | 5.5       | N/A      | 187          |

## 災損
一系列地震其中又以1917年1月5日埔里地震造成54人死亡最為嚴重，該次地震造成南投廳埔里社支廳埔里社街嚴重災害。四起地震共計造成70人死亡、98人重傷、208人輕傷，民房全倒1,212棟、半倒1,821棟、大破1,807棟、破損4,781棟、埋沒14棟，為南投地區帶來空前災難。
此地震系列重創南投廳樟腦業，包括林杞埔（今竹山鎮）、集集、埔里社、霧社支廳下98個樟腦寮全毀、150個半毀、86個受損，建物及設備損失以當時幣值計共約6,866圓。